# Onthophagus marginalis
Onthophagus marginalis é uma espécie de coleóptero da família Scarabaeidae.

## Distribuição geográfica
Habita no paleártico (Eurásia e o Magrebe) e no norte do subcontinente índio.